# وانغ جون (رجل أعمال)
وانغ جون (بالصينية: 王军) هو رجل أعمال صيني، ولد في 11 أبريل 1941.